# 柔毛龙胆
柔毛龙胆（学名：Gentiana pubigera）为龙胆科龙胆属的植物，是中国的特有植物。分布在中国大陆的四川、云南等地，生长于海拔2,400米至3,800米的地区，一般生于山坡草地，目前尚未由人工引种栽培。